# Бандрівська Одарка Карлівна
Одарка (Софія) Карлівна Бандрівська (нар. 17 березня 1902, м. Грибів на Лемківщині, тепер Польща — 5 травня 1981, м. Львів) — українська камерна співачка (сопрано), піаністка, педагог; фундатор Музею Соломії Крушельницької у Львові.

## Життєпис
По лінії матері доводиться племінницею видатній співачці Соломії Крушельницькій. Навчалася у класичній гімназії Львова. У 1922 році закінчила фортепіанний факультет Вищого музичного інституту імені Миколи Лисенка (клас Марії Криницької). У 1922—1923 роках удосконалювала піаністичну майстерність у Віденській музичній академії у професора Франка. У 1924—1928 роках навчалася співу в консерваторії Польського Музичного Товариства у професора 3. Козловської. 1927 року закінчила гуманітарний факультет Львівського університету. У 1928 році виїхала до Італії (Мілан та В'яреджо), де вдосконалювала навички сольного співу у Соломії Крушельницької.
Повернувшись до Львова 1929 року, почала гастрольне турне в Україні, Польщі та у Відні. У 1930-х роках вела активну творчу діяльність як співачка та піаністка.
Померла 5 травня 1981 року у Львові та похована на Личаківському цвинтарі (поле № 4).

### Викладацька діяльність
- 1931—1939 роки — викладач сольного співу у Вищому музичному інституті імені Миколи Лисенка[2].
- З 1940 року — доцент і декан вокального факультету Львівської державної консерваторії (нині — Львівська національна музична академія імені Миколи Лисенка)[2].
- 1944—1963 роки — знову на посаді доцента сольного співу Львівської державної консерваторії[2].

Видала низку науково-методичних праць.
Серед учнів: Мирослав Антонович, Ія Мацюк, П. Криницька, Тамара Дідик, Марія Процев'ят, Л. Дороніна, Надія Сафронова, вокальне тріо сестер Байко.

## Репертуар, записи
В камерно-вокальному репертуарі — твори Р. Штрауса, Г. Вольфа, Р. Вагнера, Й. Брамса, Й. С. Баха, М. Лисенка, Я. Степового, В. Барвінського, інших галицьких композиторів.
Концертмейстерами були: В. Барвінський, Н. Нижанківський, Г. Левицька, Р. Сімович, Л. Уманська, О. Єрмакова та Маріанна Лисенко (донька Миколи Лисенка).
Залишила багато звукозаписів із виконанням творів західноєвропейських класиків, українських та галицьких композиторів.

## Збереження спадщини Соломії Крушельницької
Багато часу і зусиль присвятила відновленню пам'яті про Соломію Крушельницьку та примноженню її слави. Зібрала і зберегла архів співачки, на основі якого був створений Музично-меморіальний музей Соломії Крушельницької у Львові (відкритий у 1991 році).
Авторка газетних публікацій та спогадів про видатну артистку, родину Крушельницьких, а також про С. Людкевича, І. Франка, Г. Левицьку, О. Карпатського. 